# 14252 Audreymeyer
14252 Audreymeyer este un asteroid din centura principală de asteroizi.

## Descriere
14252 Audreymeyer este un asteroid din centura principală de asteroizi. A fost descoperit pe 4 ianuarie 2000 la Socorro, New Mexico, în cadrul proiectului LINEAR. Asteroidul prezintă o orbită caracterizată de o semiaxă mare de 2,26 ua, o excentricitate de 0,12 și o înclinație de 2,1° în raport cu ecliptica.